# Élections législatives de 1988 en Charente
Les élections législatives françaises de 1988 se déroulent les 5 et 12 juin 1988. Dans le département de la Charente, quatre députés sont à élire dans le cadre de quatre circonscriptions.

## Élus
| Circonscription | Député sortant        | Parti                 | Parti                 | Député élu ou réélu   | Parti | Parti     |
| --------------- | --------------------- | --------------------- | --------------------- | --------------------- | ----- | --------- |
| 1re             | Scrutin proportionnel | Scrutin proportionnel | Scrutin proportionnel | Georges Chavanes      |       | UDF (CDS) |
| 2e              | Scrutin proportionnel | Scrutin proportionnel | Scrutin proportionnel | Pierre-Rémy Houssin   |       | RPR       |
| 3e              | Scrutin proportionnel | Scrutin proportionnel | Scrutin proportionnel | Jérôme Lambert        |       | PS        |
| 4e              | Scrutin proportionnel | Scrutin proportionnel | Scrutin proportionnel | Jean-Michel Boucheron |       | PS        |

## Positionnement des partis
L'UDF et le RPR se présentent unis sous l'étiquette « Union du Rassemblement et du Centre » tandis que les candidats du Parti socialiste se rangent sous la bannière de la « Majorité présidentielle pour la France unie », slogan de la campagne présidentielle de François Mitterrand.

## Résultats

### Résultats à l'échelle du département
| Parti          | Parti                               | Premier tour | Premier tour | Second tour | Second tour | Sièges |
| Parti          | Parti                               | Voix         | %            | Voix        | %           | Sièges |
| -------------- | ----------------------------------- | ------------ | ------------ | ----------- | ----------- | ------ |
|                | Parti socialiste                    | 70 195       | 42,25        | 72 823      | 52,94       | 2      |
|                | Divers gauche                       | 862          | 0,52         |             |             | 0      |
|                | La France Unie                      | 71 057       | 42,77        | 72 823      | 52,94       | 2      |
|                |                                     |              |              |             |             |        |
|                | Union pour la démocratie française  | 33 858       | 20,38        | 42 911      | 31,20       | 1      |
|                | Rassemblement pour la République    | 29 513       | 17,76        | 21 817      | 15,86       | 1      |
|                | Divers droite                       | 2 460        | 1,48         |             |             | 0      |
|                | Union du Rassemblement et du Centre | 65 831       | 39,63        | 64 728      | 47,06       | 2      |
|                |                                     |              |              |             |             |        |
|                | Parti communiste français           | 22 722       | 13,68        | Retrait     | Retrait     | 0      |
|                | Front national                      | 6 523        | 3,93         |             |             | 0      |
|                |                                     |              |              |             |             |        |
| Inscrits       | Inscrits                            | 251 829      | 100,00       | 192 905     | 100,00      | 4      |
| Abstentions    | Abstentions                         | 81 395       | 32,32        | 52 031      | 26,97       |        |
| Votants        | Votants                             | 170 434      | 67,68        | 140 874     | 73,03       |        |
| Blancs et nuls | Blancs et nuls                      | 4 301        | 2,52         | 3 323       | 2,36        |        |
| Exprimés       | Exprimés                            | 166 133      | 97,48        | 137 551     | 97,64       |        |

### Résultats par circonscription

#### Première circonscription (Angoulême)
| Candidat       | Candidat                       | Parti           | Premier tour | Premier tour | Second tour | Second tour |  |
| Candidat       | Candidat                       | Parti           | Voix         | %            | Voix        | %           |  |
| -------------- | ------------------------------ | --------------- | ------------ | ------------ | ----------- | ----------- |  |
|                | Georges Chavanes sortant réélu | UDF (CDS) (URC) | 18 177       | 45,99        | 21 583      | 50,26       |  |
|                | Jean-Michel Gadrat             | PS              | 16 554       | 41,88        | 21 358      | 49,74       |  |
|                | Maryse Pascaud                 | PCF             | 2 999        | 7,59         |             |             |  |
|                | Alain Leroy                    | FN              | 1 798        | 4,55         |             |             |  |
|                |                                |                 |              |              |             |             |  |
| Inscrits       | Inscrits                       | Inscrits        | 61 015       | 100,00       | 61 005      | 100,00      |  |
| Abstentions    | Abstentions                    | Abstentions     | 20 610       | 33,78        | 17 201      | 28,2        |  |
| Votants        | Votants                        | Votants         | 40 405       | 66,22        | 43 804      | 71,8        |  |
| Blancs et nuls | Blancs et nuls                 | Blancs et nuls  | 877          | 2,17         | 863         | 1,97        |  |
| Exprimés       | Exprimés                       | Exprimés        | 39 528       | 97,83        | 42 941      | 98,03       |  |

#### Deuxième  circonscription (Cognac)
| Candidat       | Candidat                          | Parti          | Premier tour | Premier tour | Second tour | Second tour |  |
| Candidat       | Candidat                          | Parti          | Voix         | %            | Voix        | %           |  |
| -------------- | --------------------------------- | -------------- | ------------ | ------------ | ----------- | ----------- |  |
|                | Pierre-Rémy Houssin sortant réélu | RPR (URC)      | 18 632       | 47,22        | 21 817      | 50,75       |  |
|                | Robert Richard                    | PS             | 16 464       | 41,72        | 21 173      | 49,25       |  |
|                | Henri Dutournier                  | PCF            | 2 389        | 6,05         |             |             |  |
|                | Antoine Pierron                   | FN             | 1 977        | 5,01         |             |             |  |
|                |                                   |                |              |              |             |             |  |
| Inscrits       | Inscrits                          | Inscrits       | 60 943       | 100,00       | 60 930      | 100,00      |  |
| Abstentions    | Abstentions                       | Abstentions    | 20 637       | 33,86        | 17 165      | 28,17       |  |
| Votants        | Votants                           | Votants        | 40 306       | 66,14        | 43 765      | 71,83       |  |
| Blancs et nuls | Blancs et nuls                    | Blancs et nuls | 844          | 2,09         | 775         | 1,77        |  |
| Exprimés       | Exprimés                          | Exprimés       | 39 462       | 97,91        | 42 990      | 98,23       |  |

#### Troisième circonscription (Confolens)
| Candidat       | Candidat                     | Parti           | Premier tour | Premier tour | Second tour | Second tour |  |
| Candidat       | Candidat                     | Parti           | Voix         | %            | Voix        | %           |  |
| -------------- | ---------------------------- | --------------- | ------------ | ------------ | ----------- | ----------- |  |
|                | Jérôme Lambert sortant réélu | PS              | 17 202       | 35,07        | 30 292      | 58,68       |  |
|                | René Durepaire               | UDF (Rad) (URC) | 15 681       | 31,97        | 21 328      | 41,32       |  |
|                | André Soury                  | PCF             | 13 416       | 27,35        | Retrait     | Retrait     |  |
|                | José Bouchet                 | FN              | 2 748        | 5,6          |             |             |  |
|                |                              |                 |              |              |             |             |  |
| Inscrits       | Inscrits                     | Inscrits        | 71 000       | 100,00       | 70 970      | 100,00      |  |
| Abstentions    | Abstentions                  | Abstentions     | 20 610       | 29,03        | 17 665      | 24,89       |  |
| Votants        | Votants                      | Votants         | 50 390       | 70,97        | 53 305      | 75,11       |  |
| Blancs et nuls | Blancs et nuls               | Blancs et nuls  | 1 343        | 2,67         | 1 685       | 3,16        |  |
| Exprimés       | Exprimés                     | Exprimés        | 49 047       | 97,33        | 51 620      | 96,84       |  |

#### Quatrième circonscription (Angoulême-Nord)
|                | Jean-Michel Boucheron sortant réélu | PS             | 19 975 | 52,43  |  |  |  |
|                | Bernard Vergès                      | RPR (URC)      | 10 881 | 28,56  |  |  |  |
|                | Alain Proux                         | PCF            | 3 918  | 10,28  |  |  |  |
|                | Marcel Dominici                     | Divers droite  | 2 460  | 6,46   |  |  |  |
|                | Maurice Duruisseau                  | Divers gauche  | 862    | 2,26   |  |  |  |
|                |                                     |                |        |        |  |  |  |
| Inscrits       | Inscrits                            | Inscrits       | 58 871 | 100,00 |  |  |  |
| Abstentions    | Abstentions                         | Abstentions    | 19 538 | 33,19  |  |  |  |
| Votants        | Votants                             | Votants        | 39 333 | 66,81  |  |  |  |
| Blancs et nuls | Blancs et nuls                      | Blancs et nuls | 1 237  | 3,14   |  |  |  |
| Exprimés       | Exprimés                            | Exprimés       | 38 096 | 96,86  |  |  |  |